# Ніколас Салмерон-і-Алонсо
Ніколас Салмерон-і-Алонсо (ісп. Nicolás Salmerón Alonso; 10 квітня 1838 — 20 вересня 1908) — іспанський державний діяч, президент Першої республіки у липні — вересні 1873 року.

## Життєпис
Вивчав право й філософію в Гранаді, після чого став помічником професора літератури в Мадриді. 
1865 року вступив до лав таємного демократично-республіканського комітету. 1868 року за свою діяльність був узятий під варту, втім його звільнили під час Вересневої революції.
1871 року був обраний до кортесів, де проявив себе як один з найобдарованіших керівників республіканської партії. 
У лютому 1873, після зречення Амадея I, Салмерон став міністром юстиції в кабінеті Фіґераса. А вже у липні того ж року Ніколас Салмерон сам став главою держави, змінивши на посту Франсеска Пі-і-Марґаля. Як безумовний противник смертної кари вийшов у відставку у вересні 1873 через ухвалення кортесами закону, що запроваджував смертну кару за участь у заколотах. Був обраний президентом кортесів.
На початку 1874 року очолив крайню республіканську опозицію, якій вдалось повалити владу Еміліо Кастелара. Після державного перевороту 3 січня 1874 року, спрямованого проти республіки, Салмерон був змушений виїхати за кордон. 
Повернувся до Мадрида 1876 року, де отримав посаду професора університету. Втім невдовзі, через його погляди на релігію, у Салмерона почались суперечки з урядом. Зрештою він втратив посаду та знову був змушений емігрувати. 
Із-за кордону він, разом із Мануелем Соррільєю, деякий час керував діяльністю республіканської партії, організувавши видання газет та прокламацій. Як прибічник, за його словами, мирної «еволюції, а не революції», розійшовся з Зорріллем, що тримався більш радикальної позиції, і відійшов у політичній діяльності на задній план.
1881 року був амністований і повернувся на професорську посаду до Мадрида. Окрім того, Ніколас Салмерон був обраний до палати депутатів, де займав місце з невеликими перервами до 1896 року, маючи репутацію одного з найщиріших республіканців та кращих ораторів палати. Втім значної політичної ролі вже не відігравав.